# 1910년 10월 5일 혁명

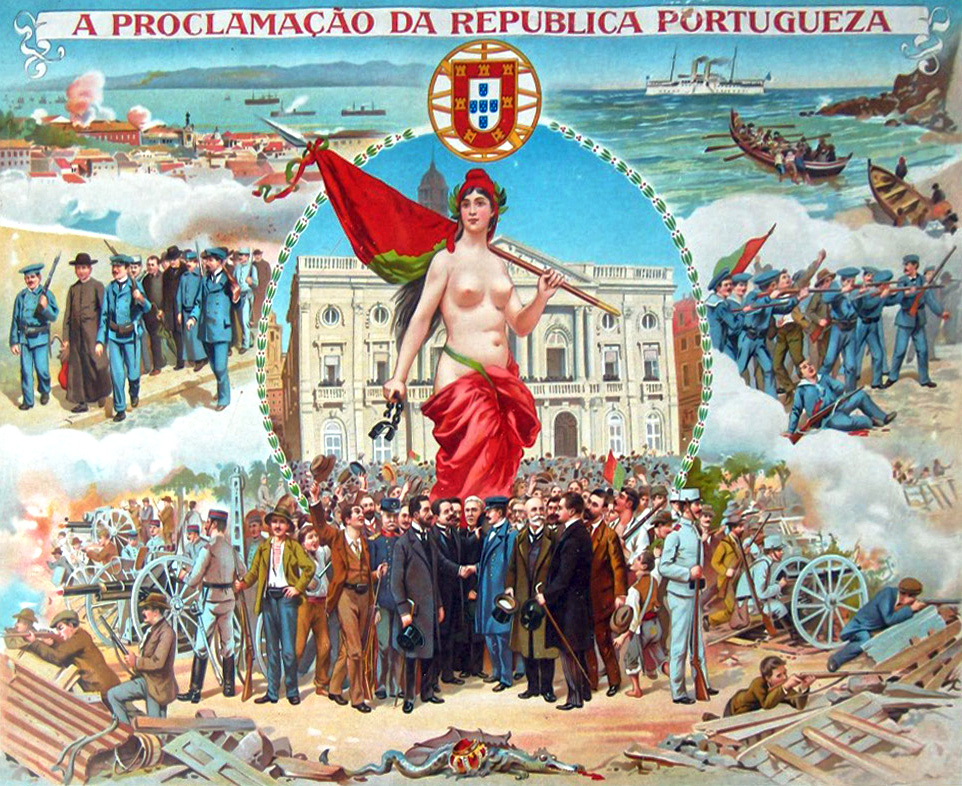
1910년 10월 5일 혁명을 선전하기 위해 포르투갈에서 제작된 그림

1910년 10월 5일 혁명(1910年10月5日革命, 포르투갈어: Revolução de 5 de Outubro de 1910 헤볼루상 드 싱쿠 드 오투브루 드 밀 노베센투스 이 데스[*])은 1910년 10월 5일 포르투갈에서 일어난 혁명이다. 이 혁명에 따라 포르투갈의 국왕이었던 마누엘 2세는 해외로 망명했고 포르투갈 제1공화국이 수립되었다.
혁명 이전의 포르투갈은 브라간사가 출신의 왕조가 지배하고 있던 포르투갈 왕국이었다. 1890년에는 아프리카에 위치한 포르투갈의 식민지였던 앙골라와 모잠비크 사이에 위치한 지역에서 포르투갈 군대를 철수하라는 영국의 최후통첩을 받았을 정도로 포르투갈은 국력이 약화된 상태였다.
1891년 1월 31일에는 공화주의 세력이 포르투에서 무장 반란을 일으켰지만 진압되고 만다. 1908년 2월 1일에는 카를루스 국왕과 루이스 필리프 드 포르투갈 왕세자가 리스본에 위치한 코메르시우 광장에서 공화주의자였던 알프레두 루이스 다 코스타, 마누엘 부이사에 의해 암살당하는 사건이 일어났다. 이 사건의 여파로 인해 주앙 프랑쿠(João Franco) 총리가 사임했고 포르투갈에서는 군주주의 세력과 공화주의 세력 간의 극심한 권력 투쟁이 일어나게 된다.
1910년 10월 1일에는 포르투갈을 방문한 브라질의 에르메스 다 폰세카(Hermes da Fonseca) 대통령이 포르투갈의 마누엘 2세 국왕을 만났다. 이 날 포르투갈의 주요 도시에서는 공화주의 세력이 공화제를 요구하는 대규모 시위를 벌였다. 10월 3일에는 포르투갈 육군 부대가 테주강(타구스강) 하구에 정박 중이던 군함에서 일어난 반란 진압을 거부하고 리스본 주변을 점거했다. 10월 4일에는 군함 2척이 리스본 왕궁에 대한 포격을 가하면서 마누엘 2세와 그의 왕족들이 영국 런던으로 망명하게 된다.
1910년 10월 5일에 테오필루 브라가(Teófilo Braga)를 대통령으로 하는 포르투갈 공화국 임시 정부가 수립되면서 포르투갈의 왕정 시대는 종식되었고 포르투갈의 공화정 시대가 열리게 된다. 1911년에는 정교분리 원칙, 시민의 권리 보장 등을 기반으로 하는 포르투갈의 새 헌법이 채택되면서 포르투갈 공화국의회가 개원하게 된다. 또한 새로운 포르투갈의 국기, 포르투갈의 국가가 제정되었다.